# Violencia por armas de fuego en Estados Unidos

Suicidios y homicidios relacionadas con armas de fuego en los Estados Unidos, 1999–2016 y 2017

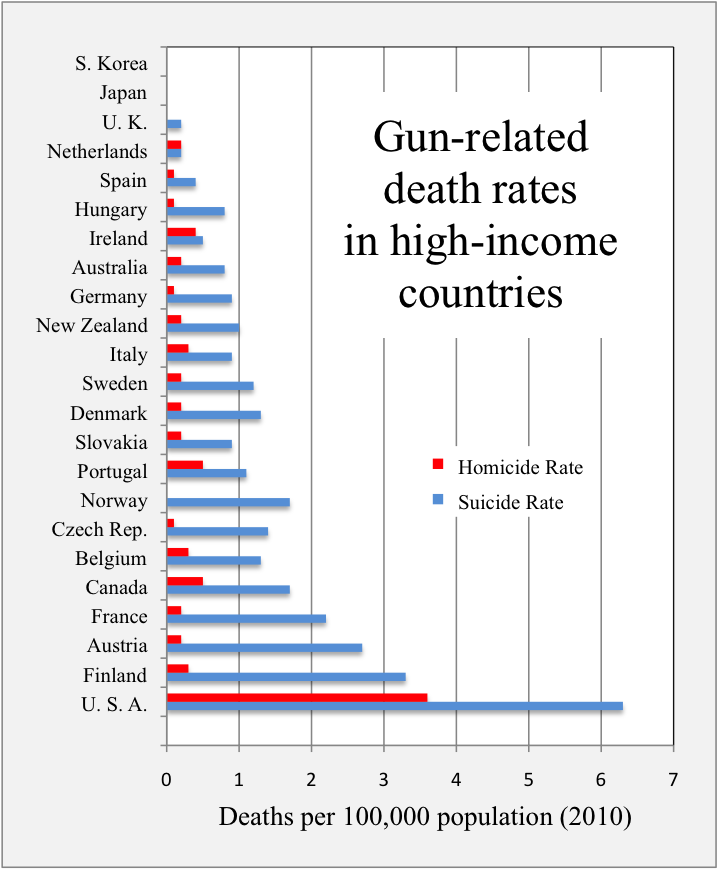
Suicidios y homicidios relacionados con armas de fuego en países de altos-ingresos de la OECD en 2010, ordenados por número de muertes totales (suicidio, homicidio u otra muerte relacionada con las armas de fuego).

Estadística de homicidios según tipo de arma - EE.UU., 2016

La violencia causada por armas de fuego en Estados Unidos es un tema de interés político, económico y sociológico dentro del país, y que resulta en decenas de miles de muertes y heridos cada año en Estados Unidos.

## Cifras de la violencia por armas de fuego
En 2013, hubo 73.505 heridos no fatales (23,2 heridos por cada 100.000 personas), y 33.636 muertes por heridas de armas de fuego (10,6 muertes por cada 100.000 personas). Estas muertes incluyen 21.175 suicidios, 11.208 homicidios, 505 muertes debido a negligencia o imprudencia, y 281 muertes a causa de armas de fuego sin causa determinada. En 2017, fue el año con más muertes por arma de fuego registradas desde 1968 con 39.773 muertes, de las cuales 23.854 eran por suicidio y 14.542 eran homicidios.
El índice de muertes ha ascendido de 10,3 por cada 100.000 en 1999, a 12 por cada 100.000 en 2017, con 109 personas que mueren por día. La propiedad y el control de armas está entre los asuntos más ampliamente debatidos en el país, la Segunda Enmienda a la Constitución de los Estados Unidos regula el derecho a poseer armas en EE.UU..
En 2012, hubo 8.855 homicidios relacionados con armas de fuego en los Estados Unidos, con 6.371 de ellos atribuidos a pistolas de mano. En 2012, el 64% de todas las muertes relacionadas con pistolas en los EE.UU. eran suicidios. En 2010, hubo 19.392 suicidios con armas de fuego, y 11.078 homicidios relacionados con armas de fuego en los EE.UU. En 2010, hubo rifles implicados en 358 asesinatos mientras que en otros 6.009 fueron a causa de armas de fuego de mano ; otros 1.939 fueron con armas de fuego sin especificar.
Aproximadamente 1,4 millones de personas han muerto por armas de fuego en los EE.UU. entre 1968 y 2011. Este número incluye todas las muertes provocadas por un arma de fuego, incluyendo suicidios, homicidios, y accidentes.
Comparando las estadísticas a otras 22 naciones de ingresos altos, el índice de asesinatos relacionados con armas de fuego en EE.UU. es 25 veces más alto. Aunque se ha de considerar también que cuenta con la mitad de la población de las otras 22 naciones combinadas, EE.UU. cuenta con el 82% de muertes por pistola, el 90% de todas las mujeres asesinadas con pistolas, el 91% de niños de menos de 14 años y el 92% de personas jóvenes entre 15 y 24 asesinados con pistolas.

## Limitación en las investigaciones
En 1996, el congresista Jay Dickey (R-Ark.) del NRA presionó para incluir un presupuesto que prohibiera a los Centros de Control de Enfermedad (CDC) defender o promover el control de armas eliminando $2,6 millones del presupuesto del CDC, la cantidad exacta que el CDC había gastado en la investigación de armas de fuego el año anterior. La prohibición fue más tarde extendida a todas las investigaciones financiadas por el Departamento de Salud y Servicios Humanos (DHHS). Según un artículo en Nature, esto hizo que investigar sobre armas de fuego fuera más difícil, reduciendo el número de estudios, y desalentando a investigadores incluso a hablar del tema en conferencias médicas y científicas. En 2013, después del tiroteo de la escuela primaria de Sandy Hook en diciembre de 2012, el Presidente Barack Obama ordenó al CDC reanudar la investigación en violencia armada y prevención de esta proponiendo financiarla con $10 millones del presupuesto en 2014. Aun así, no tuvo ningún efecto práctico, pues el CDC rechazó actuar sin una indicación concreta sobre la búsqueda, y el Congreso declinó repetidamente la destinación de cualquier fondo. Como resultado, el CDC no ha realizado tales estudios desde 1996.